# Jakub Grzegorzewski
Jakub Grzegorzewski (ur. 16 kwietnia 1982 w Piotrkowie Trybunalskim) – polski piłkarz grający na pozycji napastnika.

## Kariera piłkarska
Jakub Grzegorzewski piłkarską karierę rozpoczynał w Concordii Piotrków Trybunalski, w której występował w latach 1999-2001. Od rundy wiosennej sezonu 2001/2002 reprezentował barwy HEKO Czermno, z którym w 2003 roku wywalczył awans do III ligi. W sezonie 2003/2004 na tym poziomie rozgrywek strzelił osiem goli. Latem 2004 roku przeszedł do drugoligowej Korony Kielce. W nowym zespole zadebiutował 31 lipca w meczu z Jagiellonią Białystok, w którym zdobył jedyną bramkę i zapewnił swojej drużynie zwycięstwo. Szybko wywalczył miejsce w podstawowym składzie, a duet napastników tworzył z Grzegorzem Piechną. Wraz z Koroną wywalczył awans do I ligi. W najwyższej polskiej klasie rozgrywkowej po raz pierwszy wystąpił 26 lipca 2005 roku, grając w pojedynku przeciwko Cracovii. Debiutanckiego gola strzelił natomiast 15 października w meczu z Górnikiem Zabrze, przyczyniając się do zwycięstwa 3:0.
W rundzie jesiennej sezonu 2005/2006 Grzegorzewski rozegrał w Koronie 13 meczów i strzelił dwie bramki. W styczniu 2006 roku przeszedł do Górnika Łęczna, podpisując z nim trzyipółletni kontrakt. W nowym zespole szybko wywalczył miejsce w podstawowym składzie, strzelił także trzy gole w lidze. Jesienią 2006/2007 nie występował już tak regularnie, nie zdobył także żadnej bramki. Na początku lutego 2007 roku został wypożyczony do Odry Wodzisław Śl.. W śląskim zespole zaprezentował wysoką skuteczność – w 14 ligowych meczach strzelił osiem goli, w tym dwa w spotkaniu przeciwko Pogoni Szczecin.
Jesienią sezonu 2007/2008 zdobył siedem goli, lecz tylko trzy w I lidze. W przerwie zimowej powrócił do Górnika Łęczna, natomiast w styczniu 2008 roku na dworcu w Piotrkowie Trybunalskim został raniony nożem, przez co kilka dni spędził w szpitalu. Do gry powrócił dopiero w połowie maja, w rundzie wiosennej zaliczył sześć meczów w III lidze, w tym wygrane 10:0 spotkanie z Przebojem Wolbrom, w którym strzelił jedną z bramek. Barwy Górnika reprezentował również w sezonie 2008/2009.
Jeszcze w styczniu 2009 roku Grzegorzewski podpisał trzyletni kontrakt z Cracovią, lecz zaczął on obowiązywać dopiero od 1 lipca. W krakowskim zespole nie potrafił wywalczyć miejsca w podstawowym składzie, dlatego w grudniu został wypożyczony do Odry Wodzisław Śl.. W klubie tym wystąpił w dziewięciu meczach, następnie powrócił do Cracovii, z którą 8 września 2010 roku za porozumieniem stron rozwiązał umowę. W styczniu 2011 roku testowany był w Miedzi Legnica, podpisując z nią wkrótce trzyletni kontrakt.